# Trozubac
Trozubac je oružje nalik koplju koje na vrhu ima tri velika metalna zuba.
Najprije je služio samo za ribolov. U vrijeme Rimskog Carstva trozubac je bilo često oružje gladijatora u areni. 
Zlatni trozubac, koji vodi porijeklo od bizantske heraldike, danas je motiv grba Ukrajine. Trozubac je prikazan i na zastavi Barbadosa. 
Trozubac je otisnut na novcu nekih antičkih gradova.
Poznat je iz grčke mitologije, jer su ga imali Posejdon odnosno Neptun kod starih Rimljana, ali i dr. Trozubac je simbol i tri najveća otoka Atlantide. 

## Galerija
- Grb Ukrajine
- Zastava Barbadosa
- Korejska ilustracija oko 1790.
- Kovanica Jaroslava Mudrog.
- Logotip Maseratija